# Сохо
Об одноимённом квартале Нью-Йорка см. Сохо (Манхэттен).
Со́хо (англ. Soho) — торгово-развлекательный квартал в центральной части лондонского Вест-энда.
Его площадь примерно  2,6 км²;
с севера он ограничен Оксфорд-стрит, с запада Риджент-стрит, Лестер-сквер и площадью Пикадилли с юга и Чаринг-Кросс-роуд (Charing Cross Road) с востока.
В южной части района расположен лондонский Чайна-таун.
К западу от Сохо находится фешенебельный квартал Мейфэр.

## История
Ранее на месте Сохо была небольшая деревушка, пока Генрих VIII не приказал разбить в 1536 году королевский парк у резиденции Уайтхолл.
Название Сохо закрепилось за местечком в XVII веке; историки считают, что название произошло от охотничьего клича. Джеймс Скотт, 1-й герцог Монмут, использовал слово Сохо как призыв к объединению своих людей в битве при Седжмуре 6 июля 1685 года, спустя полвека после того, как это название впервые было использовано для наименования одного из районов Лондона.
В отличие от престижных соседних кварталов Мэйфэр, Блумсбери и Марилебон, в Сохо селились в основном иммигранты и низшие слои населения.
В XIX веке зажиточные горожане окончательно покинули квартал, Сохо стал пристанищем публичных домов, небольших театров и других увеселительных заведений.
В середине XIX века в Сохо вспыхнула эпидемия холеры, которая унесла жизни 14 тыс. человек. Благодаря исследованиям врача Джона Сноу в 1854 году было установлено, что виной тому являются сточные воды, которые стекали прямиком в Темзу; после перекрытия водонасоса эпидемия пошла на спад.
В первой половине XX века недорогие кафе стали местом встреч представителей богемы — писателей, художников, интеллектуалов. С середины XX века особо активно стала развиваться музыкальная жизнь Лондона, особую популярность завоевали джаз и позже рок. В 1960-х Карнаби-стрит стала сердцем «свингующего Лондона». Также Сохо был центром лондонской бит-культуры.
Позднее Сохо стал центром лондонского ЛГБТ-сообщества, с шумными барами для геев и лесбиянок вокруг Олд Комптон-стрит.
Название Сохо было повторно использовано другими развлекательными районами в разных странах, такими как Сохо в Гонконге и Сохо в Малаге (Испания), площадь Сохо (Soho Square) в Шарм-эш-Шейхе (Египет). Нью-йоркский район Сохо в Манхэттене получил свое название благодаря своему расположению к югу от Хьюстон-стрит, но также является отсылкой к одноимённому лондонскому кварталу.

## Настоящее время
В настоящее время Сохо считается главным торгово-развлекательным кварталом Лондона с большим количеством театров (напр., Soho Theatre) и кинотеатров, ночных клубов, пабов, публичных домов и секс-шопов. Сохо также ежегодно является центром проведения Прайд-парада в Лондоне .
«Общество Сохо» (The Soho Society) — общественная ассоциация района Сохо.
Она была основана в 1970 году местными жителями, такими как Брайан Берроуз (Bryan Burroughs) и насчитывала более 1000 членов. Он проводил кампанию против засилья в этом районе секс-шопов и добился статуса заповедной зоны для района. В 1978 году он поддержал независимых кандидатов в городской совет Вестминстера, чтобы бросить вызов контролю Консервативной партии над советом, поскольку считалось, что они поощряют и эксплуатируют секс-индустрию.
Общество является зарегистрированной благотворительной организацией и признанным благотворительным обществом Вестминстера. 

## Галерея
- Карнаби-стрит
- Ночная жизнь в Сохо
- Чайна-таун
- Гей-бар
- Дух Сохо